# III. Reserve-Korps (Deutsches Kaiserreich)
Das III. Reserve-Korps war ein Großverband der Armee des Deutschen Kaiserreiches.

## Geschichte
Bei Ausbruch des Ersten Weltkriegs wurde das Korps am 2. August 1914 unter dem Kommandierenden General Hans von Beseler aufgestellt. Als Chef des Generalstabes fungierte Oberst Paul Meister, die unterstellte 5. Reserve-Division stand unter der Führung von Generalleutnant Richard Voigt und die 6. Reserve-Division unter Generalleutnant von Schickfuß und Neudorff.
Am nördlichen Flügel der 1. Armee stehend, marschierte der Großverband in das neutrale Belgien ein und verblieb ab dem 20. August gegenüber den auf die Festung Antwerpen zurückgehenden Belgiern stehen. In der Festung standen neben der eigentlichen Besatzung noch fünf Divisionen der belgischen Feldarmee, insgesamt ca. 80.000 Mann, und 2.000 Mann der britischen Marinedivision. Zur Belagerung Antwerpens wurden etwa 120.000 Soldaten zusammengezogen, wobei neben dem III. Reserve-Korps auch die Marine-Division, die 4. Ersatz-Division und drei Landwehr-Brigaden zur „Armeegruppe Beseler“ vereinigt wurden. Der planmäßige deutsche Angriff begann am 27. September, bis 30. September wurde die Festung bombardiert. Am 2. Oktober trafen 2.000 britische Marinesoldaten ein, doch erwies sich diese Verstärkung als zu schwach. Vom 4. bis 8. Oktober brachen die deutschen Truppen in die belgischen Stellungen bei Lier ein. Am 6. Oktober wurde die belgische Regierung nach Ostende evakuiert. In den Tagen vom 7. bis zum 9. Oktober beschossen die Deutschen die Stadt. Die Masse der verbliebenen belgischen Armee setzte sich nach Westflandern ab, am 9. Oktober 1914 kapitulierte Antwerpen.
Mitte Oktober 1914 wurde das III. Reserve-Korps der in Flandern aufmarschierenden 4. Armee zugeteilt und kämpfte in der Schlacht an der Yser. Am 20. Oktober 1914 hatte Beseler die Bereitstellung an der Yser abgeschlossen und am 21. Oktober erfolgte der Angriff mit der 5. und 6. Reserve-Division sowie der 4. Ersatz-Division. Für den 22. Oktober war geplant, die Frontschleife parallel zum Yser-Kanal zwischen Tervaete und Schoorbakke einzudrücken, den Yser-Kanal zu überschreiten und den Durchbruch dann nach links und rechts zu erweitern. Im Laufe des Tages gelang es der 6. Reserve-Division, den Kanal an einer Stelle zu überqueren und einen Brückenkopf zu bilden, der auch gehalten werden konnte. Am 23. Oktober sollte die 5. Reserve-Division ebenfalls den Übergang über den Yser-Kanal erzwingen, drang auch an verschiedenen Stellen bis an das Kanalufer vor, musste das Vorhaben dann jedoch erfolglos aufgeben. Bei der 6. Reserve-Division gelang es, den Brückenkopf auszuweiten und gegen Mittag den Weiler Schoorbakke einzunehmen. Der Yser-Kanal war auf einer Länge von acht Kilometern überschritten worden. Bis zum Abend des 25. Oktober konnten einige weitere Geländegewinne in Richtung Pervyse und Ramscapelle erzielt werden. Die 6. Reserve-Division sollte am 26. Oktober nach Pervyse eindringen und dadurch den links davon stehenden Gegner der 44. Reserve-Division in der Flanke fassen. Die 5. Reserve-Division, verstärkt durch die 9. Ersatz-Brigade, schwenkte nach rechts in Richtung Nieuwpoort. Wiederholte Angriffe der Verbände des III. Reserve-Korps blieben am 27., 28. und 29. Oktober ohne Erfolg. Inzwischen hatten die Belgier begonnen, mit Hilfe der Seeschleusen von Nieuwpoort den Grundwasserspiegel in dem umkämpften Gebiet zu heben. Um 1.00 Uhr am 31. Oktober erging der Befehl zum Rückzug. Der Kampf in diesem Abschnitt war zu Ende. Die deutschen Verbände mussten sich nach der Beendigung der Schlacht wieder hinter die Yser zurückziehen. Das III. Reserve-Korps erhielt den Befehl, sich als Reserve im Rücken des XXIII. Reserve-Korps und des XXVI. Reserve-Korps aufzustellen und nahm an den Kämpfen bei Langemark und Bixschoote teil.
Anfang Dezember 1915 verlegte das III. Reserve-Korps zusammen mit der „Gruppe Fabeck“ (XIII. Armee-Korps) an die Ostfront und besetzte die Front an der unteren Bzura bis Sochaczew, etwa 50 km westlich von Warschau. Am 20. Juli 115 wurden die zur Belagerung von Nowogeorgiewsk zusammengezogenen Verbände unter Führung des Generalkommandos des III. Reserve-Korps zur neuen „Armeegruppe Beseler“ zusammengefasst. Diese unterstand zwar der in 12. Armee umbenannten Armeegruppe Gallwitz, war jedoch in Fragen des Angriffs auf die Festung Nowogeorgiewsk (Modlin) unabhängig. Nachdem die russischen Truppen am Narew eine Niederlage erlitten hatten und sich zurückziehen mussten (→ Großer Rückzug), ging auch die 12. Armee zur Verfolgung über. Beselers Angriffgruppe umfasste zunächst das Korps Dickhuth und die 14. Landwehr-Division des XVII. Reservekorps. Zu Beginn der Belagerung befanden sich etwa 90.000 Soldaten unter General Nikolai Bobyr mit 1600 Geschützen in der Festung. Bereits am 8. August hatte Beseler die Vorbereitungen zum Angriff auf die Werke der Festung anlaufen lassen. Am 13. August begann nach einer mehrstündigen Artillerievorbereitung der Infanterie-Angriff gegen die Außenwerke. Vom 14. bis zum 16. August 1915 erfolgte das Trommelfeuer auf die Festung. In den nächsten drei Tagen wurden Teile der Festung Stück für Stück erobert. Am Abend des 20. August 1915 befand sich die Festung jedoch endgültig im Besitz der deutschen Truppen. Die Truppen der Armeegruppe Beseler wurden nun zu anderer Verwendung frei, während das russische Heer beträchtliche Verluste erlitten hatte.
Das III. Reserve-Korps, das seit August 1915 unter der Führung von General von Carlowitz stand, verteidigte während der russischen Frühjahrsoffensive am Narotsch-See im März 1916 vom Wiszniew-See über Dubatowka nach Süden nach Smorgon gegenüber der anstürmenden russischen Armeegruppe unter Pjotr Balujew. Unterstellt waren dabei die 10. Landwehr-Division und der 3. Reserve-Division. Gegenüber dem russisch besetzten Smorgon verteidigte die 14. Landwehr-Division.

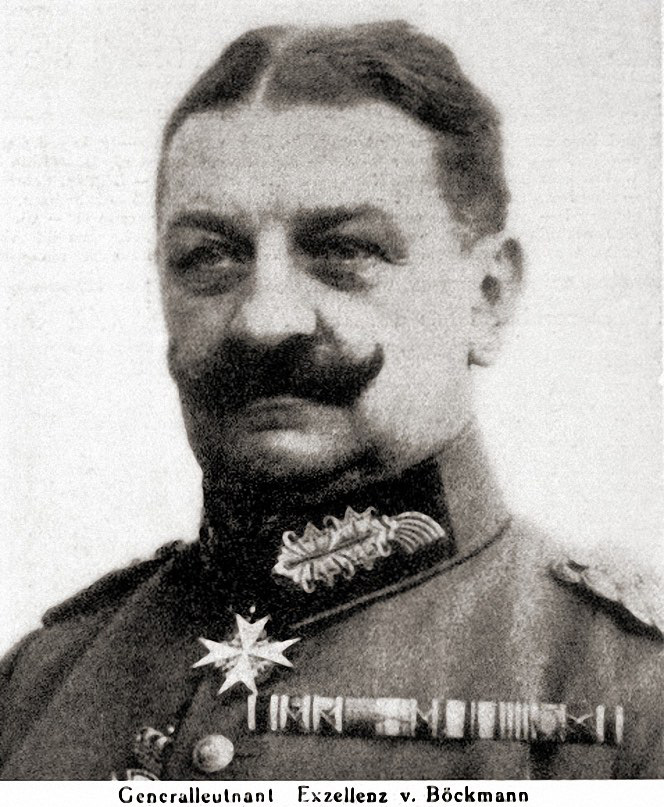
Alfred von Böckmann

Am 22. Juli 1917 konnten neue russische Angriffe, welche gegen die Front südlich der
Wilia vorgingen, beiderseits von Krewo bei der 16. Landwehr-Division eindringen, nördlich davon konnte die 226. Infanterie-Division bei Smorgon standhalten. Am 25. Juli versuchten die Russen vergeblich die Einbruchsstelle nach Norden zu erweitern, am Abend des folgenden Tages waren durch Gegenangriffe alle verlorenen Stellungen wieder in deutscher Hand.
Das III. Reserve-Korps stand zu Kriegsende im Oktober 1918 wieder in Flandern bei der 4. Armee und führte Rückzugskämpfe zwischen Yser und Lys, dem Kommandierenden General Graf Anatol von Bredow waren dabei die 3. Reserve-Division, die 3. Infanterie-Division, die 13. und 36. Reserve-Division unterstellt.

## Gliederung
Das Korps war bei Kriegsbeginn der 1. Armee unterstellt und wie folgt gegliedert:
- 5. Reserve-Division
  - 9. Reserve-Infanterie-Brigade
  - 10. Reserve-Infanterie-Brigade
  - Reserve-Dragoner-Regiment Nr. 2
  - Reserve-Feldartillerie-Regiment Nr. 5
  - 4. Kompanie/Pionier-Bataillon Nr. 3
- 6. Reserve-Division
  - 11. Reserve-Infanterie-Brigade
  - 12. Reserve-Infanterie-Brigade
  - Reserve-Ulanen-Regiment Nr. 3
  - Reserve-Feldartillerie-Regiment Nr. 6
  - 1. und 2. Reserve-Kompanie/Pionier-Bataillon Nr. 3

## Kommandierender General
| Dienstgrad             | Name                   | Datum                                   |
| ---------------------- | ---------------------- | --------------------------------------- |
| General der Infanterie | Hans von Beseler       | 02. August 1914 bis 24. August 1915     |
| General der Infanterie | Adolph von Carlowitz   | 24. August 1915 bis 7. August 1917      |
| Generalleutnant        | Alfred von Böckmann    | 08. August bis 4. September 1917        |
| Generalleutnant        | Anatol Graf von Bredow | 05. September 1917 bis 24. Februar 1919 |